# Brunner Mond
Brunner Mond est un groupe chimique britannique. En plus de fabriquer de la soude, ses usines fabriquent du bicarbonate de sodium, du chlorure de calcium et d'autres produits chimiques alcalins.
Depuis 2006, c'est une filiale de Tata Chemicals Limited qui fait partie de Tata Group.

## Histoire
La société fut fondée en 1873 par John Brunner (1er baronnet) et Ludwig Mond. Ils établirent Winnington Works à Northwich, Cheshire, sites qui produisit de la soude dès 1874. 
En 1924, Brunner Mond a acquis Magadi Soda Company, une société du Kenya.
En 1926, Brunner Mond a fusionné ses activités avec trois autres firmes britanniques pour former Imperial Chemical Industries (ICI), un important groupe industriel.
En 1991, Brunner Mond Holdings Limited a été formé en divisant les opérations britanniques et kényanes de ICI. Brunner Mond redevint une société indépendante. 
En 1998, Brunner Mond a acquis les activités néerlandaises de fabrication de soude de AkzoNobel, créant dans la foulée Brunner Mond B.V., qui est une filiale du groupe en 2009.
En 2006, Tata Chemicals a acquis Brunner Mond.